# Nelson Oliveira
Nelson Filipe Santos Simões Oliveira (født 6. marts 1989 i Vilarinho do Bairro) er en cykelrytter fra Portugal, der er på kontrakt hos Movistar Team.